# اس‌تی‌اس-۱۰۶
اس‌تی‌اس-۱۰۶ مأموریتی از شاتل فضایی بود که به ایستگاه فضایی بین‌المللی ا.ف. ب پرواز کرد. این پرواز با شاتل فضایی آتلانتیس انجام شد.

## خدمه پروازی
| رده                | دومین پرواز فضایی        | دومین پرواز فضایی        |
| ------------------ | ------------------------ | ------------------------ |
| فرمانده            | ترنس ویلکات (فضانورد)    | ترنس ویلکات (فضانورد)    |
| خلبان              | اسکات دی آلتمن (فضانورد) | اسکات دی آلتمن (فضانورد) |
| متخصص ۱            | ادوارد تی لو             | ادوارد تی لو             |
| متخصص ۲            | ریچارد ای مسترچیو        | ریچارد ای مسترچیو        |
| متخصص ۳            | دانیل سی بوربانک         | دانیل سی بوربانک         |
| متخصص ۴ (کاسمونات) | یوری مالنچکو             | یوری مالنچکو             |
| متخصص ۵ (کاسمونات) | بوریس موروکوف            | بوریس موروکوف            |

## پارامترهای مأموریت
- جرم:
  - هنگام پرتاب مدارگرد: ۱۱۵٬۲۵۹ کیلوگرم (۲۵۴٬۱۰۳ پوند)
  - هنگام فرود مدارگرد :۱۰۰٬۳۶۹ کیلوگرم (۲۲۱٬۲۷۶ پوند)
  - ظرفیت ترابری دی‌اف‌آی: ۱۰٬۲۱۹ کیلوگرم (۲۲٬۵۲۹ پوند)
- حضیض : ۳۷۵ کیلومتر (۲۳۳ مایل)
- اوج : ۳۸۶ کیلومتر (۲۴۰ مایل)
- زاویهٔ شیب مدار:ل : ۵۱٫۶ درجه
- دوره تناوبی : ۹۲٫۲ دقیقه

## نکات برجسته پرواز
فرمانده این عملیات هفت نفره بر عهده ترنس ویلکات (سرهنگ نیروی دریایی) بود، که دومین فرماندهی وی در فضاپیمای شاتل، در چهارمین پروازش با آن بود. در طول پرواز ۱۱ روزه، ویلکات و افرادش ۷ روز را در ایستگاه فضایی سپری کردند و تدارکات را از هر دو محمولهٔ اسپیس‌هاب که در انتهای محلِ بار آتلانتیس بود تخلیه کردند. همچنین این کار شامل تخلیه باز از مدارگرد پروگرس ام-۱ نیز بود که دراتصل با ایستگاه به سر می‌برد. این مدارگرد به همراه خود ماژول زیوزدا را به همراه خود آورده بود. زیوزدا که از ۲۶ ژوئیه به ایستگاه متصل شده‌بود، محل اولیه‌ایی را برای زندگی در ایستگاه برای خدمه فراهم می‌کرد. که قرار بود تا پاییز همان سال وارد ایستگاه شوند. این هیئت اعضامی در تاریخ ۳۲ اکتبر ۲۰۰۰ با یک کپسول سایوز از ایستگاه بایکونور در قزاقستان به سمت ایستگاه پرواز کردند. فرماندهی این گروه بر عهده یوری گیزنکو به همراه مهندس پرواز سرگی کیرکالف و تحت فرماندهی بیل شپرد صورت گرفت.
در روز پرواز سوم، اد لو، یوری مالنچکو (سرهنگ نیروی هوایی روسیه) که هردو دومین پرواز خود را تجربه می‌کردند، راهپیمایی فضایی ۶ ساعت و ۱۴ دقیقه‌ایی را انجام دادند. هدف این عملیات تمرکز بر مسیریابی و اتصال ۹ خط برق، داده و ارتباطی بین ماژول زیوزدا و دیگر ماژول ساخت روسیه، زاریا بود. نصب مغناطی‌سنج شش فوتی نیز از دیگر بخش‌های این راهپیمایی بود.
لو و مالنچکو از کمند و دریلِ دستی در طول عملیات استفاده کردند تا راه به بیش از ۱۰۰ فوت بالایِ محل بار راه پیدا نمایند؛ که خود بیشترین فاصله‌ایی بود که در طول یک راهپیمایی فضایی به آن رفته بودند. آن‌ها این کار را با همکاری خدمه همراه، بوربانک و مسترچیو انجام دادند که به شکل ماهرانه‌ایی از بازوی رباتیک در حول آن‌ها استفاده کردند. این ششمین راهپیمایی فضایی در حول ایستگاه فضایی و پنجاهمین راهپیمایی فضایی در تمام دوران شاتل بود. همچنین این دومین راهپیمایی مشترک آمریکا و روسیه خارج از فضاپیمای شاتل بود. قبلی در اتصال شاتل فضایی آتلانتیس به ایستگاه فضایی میر در طول عملیان اس‌تی‌اس-۸۶ و در اکتبر ۱۹۹۷ انجام شده بود. لو لباس فضایی با نوار قرمز پوشیده بود و مالنچکو لباس یکدست سفید پوشیده بود. این اولین راهپیمایی فضایی لو بود، اما مالنچکو سابقه راهپیمایی ۴ ساعته خارج از میر را در سال ۱۹۹۴ داشت. دن بوربانک که یک فضانورد مبتدی در بین افراد حاضر محسوب می‌شد، راهنمای این راهپیمایی فضایی بود.

## نگارخانه

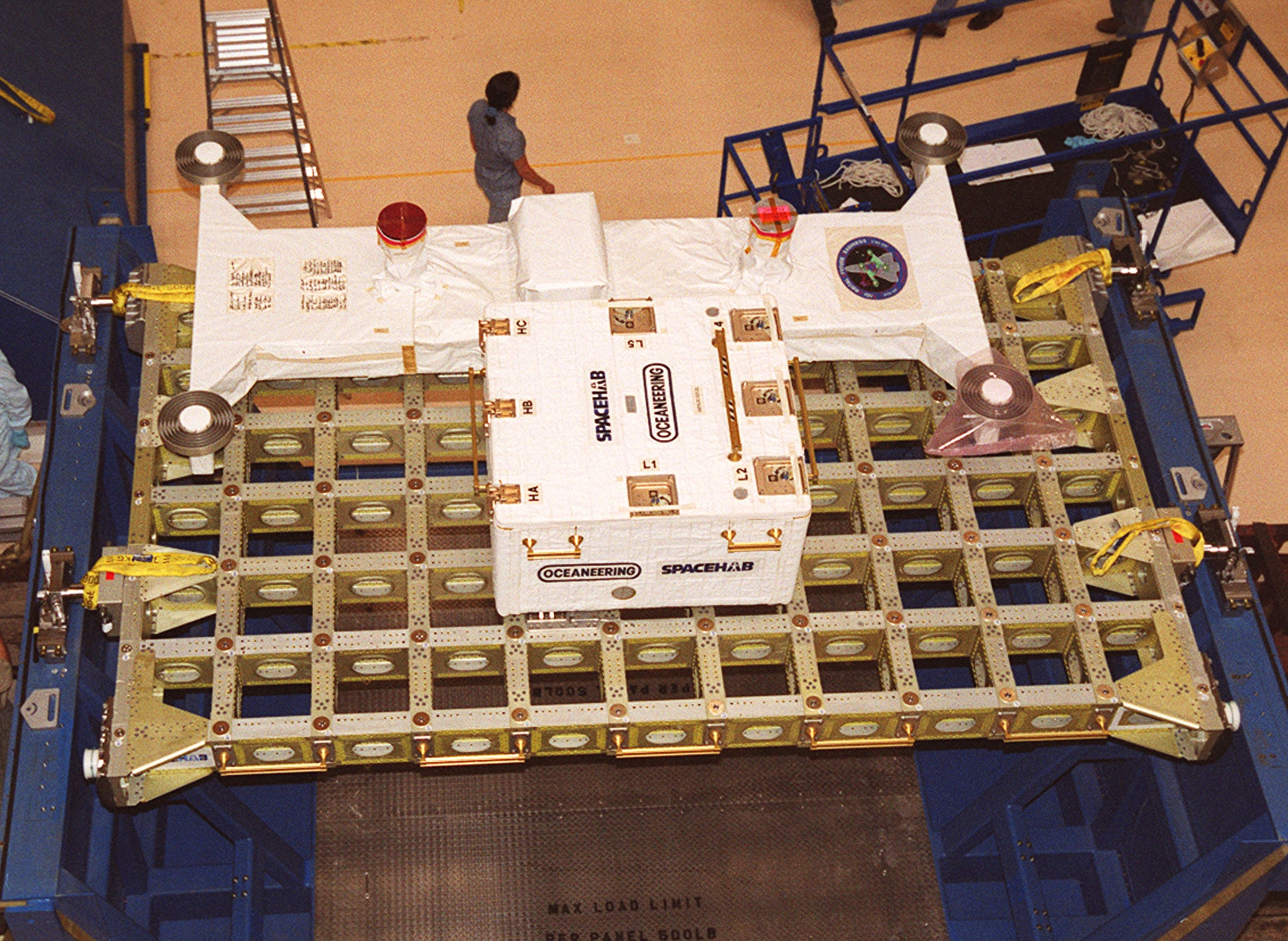
اس‌تی‌اس-۱۰۶
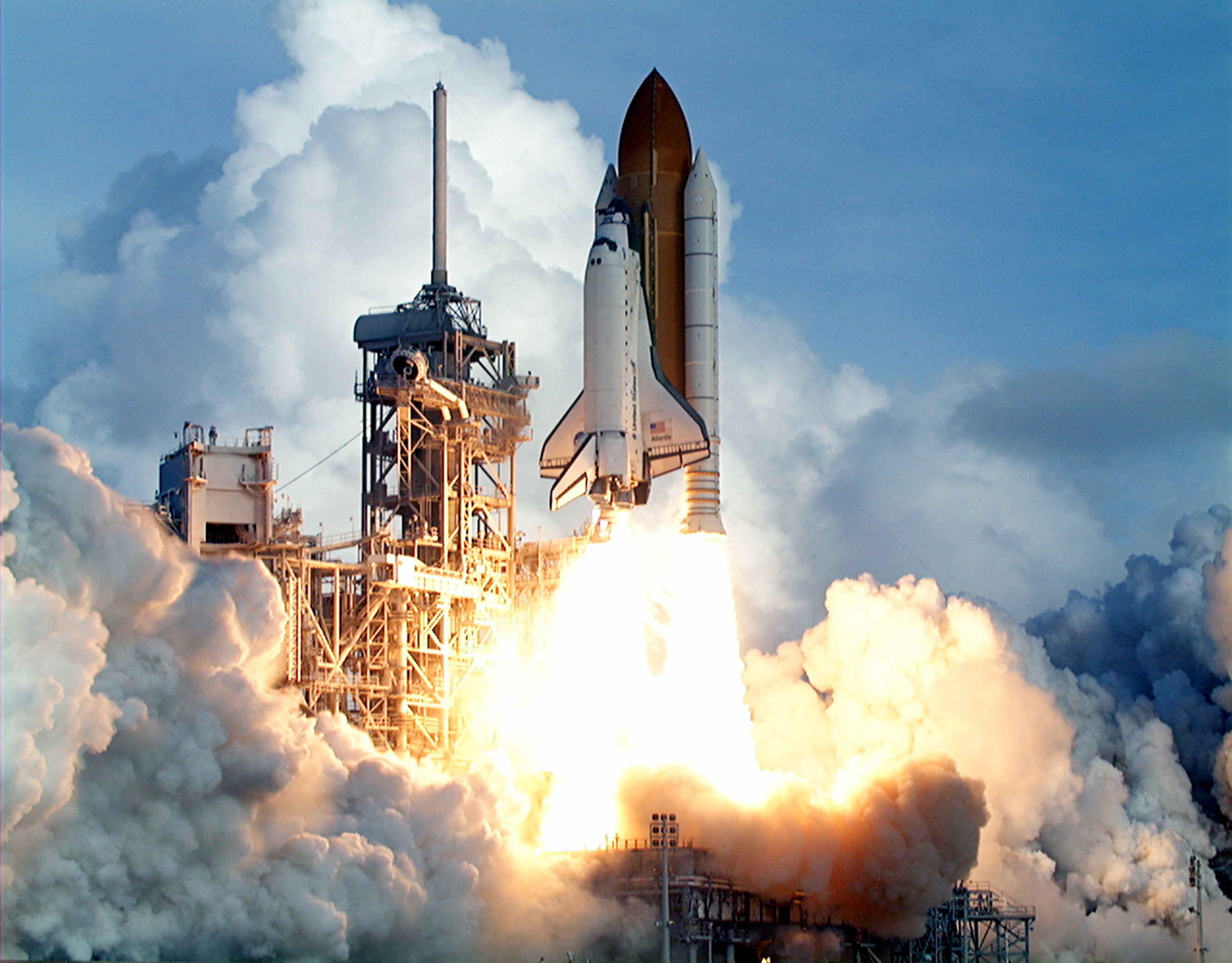
پرتاب شاتل آتلانتیس و آغاز ماموریت اس‌تی‌اس-۱۰۶
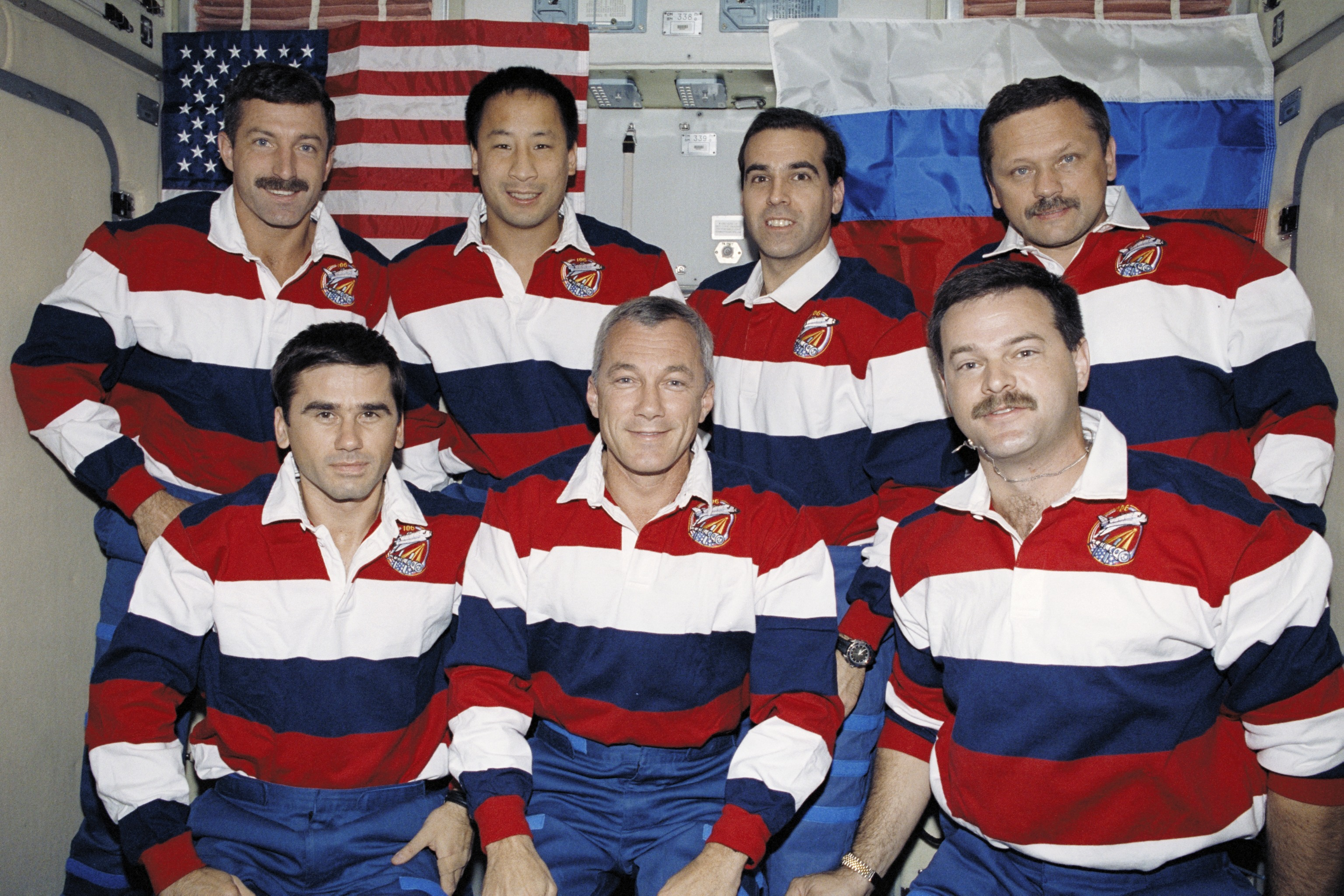
خدمه پروازی در حین ماموریت عکس یادگاری می‌گیرند.
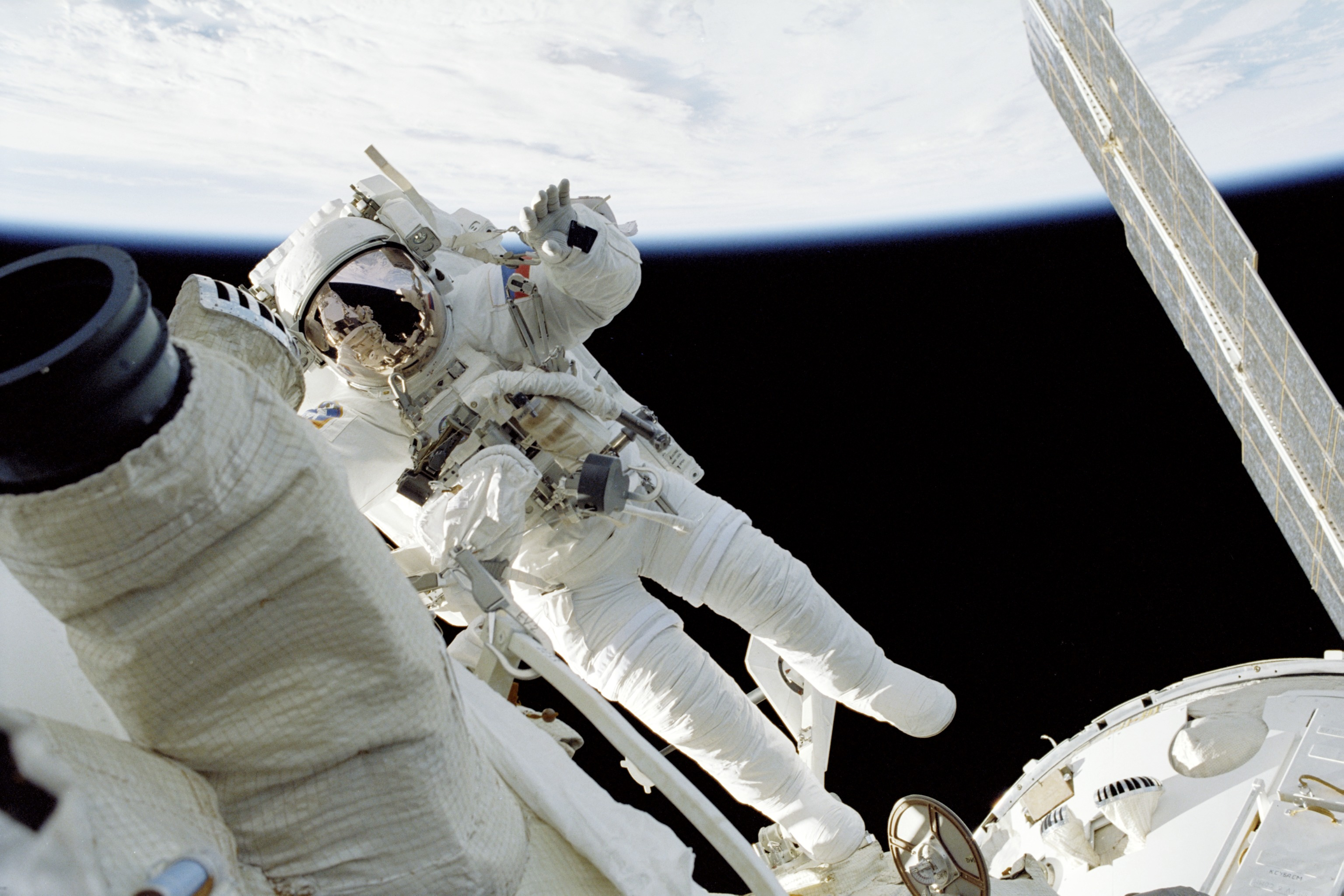
فضانورد روسی (کاسمونات) مالنچکو در زمان راهپیمایی فضایی در ۱۱ سپتامبر.
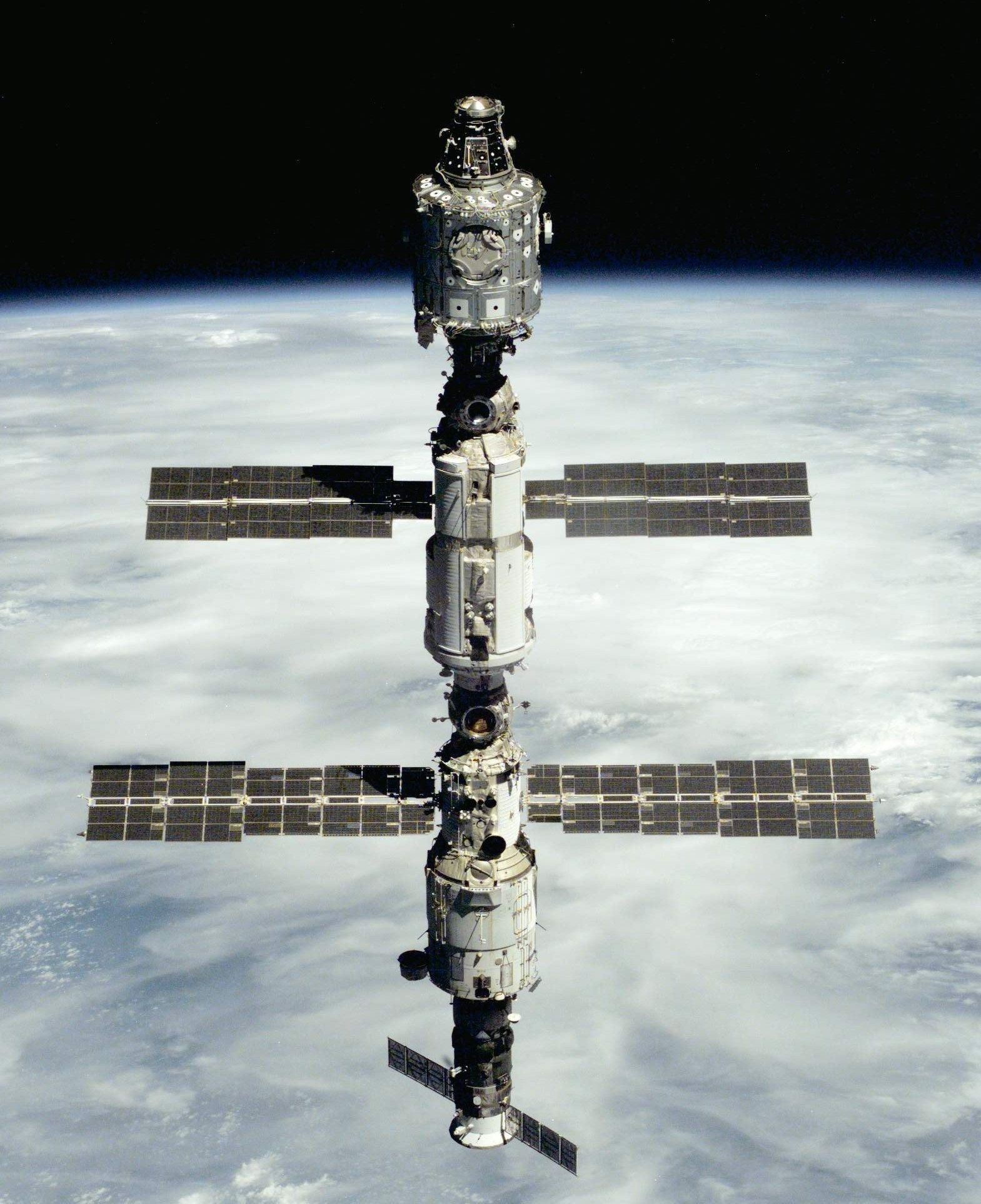
ایستگاه فضایی بین‌المللی در نمایی که از اس‌تی‌اس-۱۰۶ دیده می‌شود. در این نما ماژول‌ها وینیتی، زیوزدا، زاریا دیده می‌شوند به علاوه فضا پیمای پروگرس که به ایستگاه متصل است دیده می‌شود.

## پیوند
- خلاصه مأموریت ناسا بایگانی‌شده  در ۱۳ اوت ۲۰۱۰ توسط Wayback Machine
- اس‌تی‌اس-۱۰۶ نکات برجسته ویدئویی